# Łososina Dolna
Łososina Dolna – wieś w Polsce położona w województwie małopolskim, w powiecie nowosądeckim. Jest siedzibą gminy Łososina Dolna.
W latach 1954–1972 wieś należała i była siedzibą władz gromady Łososina Dolna. W latach 1975–1998 miejscowość administracyjnie należała do województwa nowosądeckiego. W 2013 roku wieś liczyła około 1500 mieszkańców.

## Położenie
Łososina Dolna leży przy ujściu Łososiny do Dunajca, na pograniczu Beskidu Wyspowego i Pogórza Rożnowskiego, przy drodze krajowej nr 75.

## Charakterystyka
Łososina Dolna to wieś o charakterze rolniczo-sadowniczym. Swoją siedzibę mają tu bank spółdzielczy, zespół szkół oraz liczne placówki handlowe.

## Części wsi
| SIMC    | Nazwa        | Rodzaj     |
| ------- | ------------ | ---------- |
| 0447899 | Jakubkowice  | część wsi  |
| 0447971 | Jarostowa    | przysiółek |
| 0447907 | Kamyk        | część wsi  |
| 0447913 | Łączne       | część wsi  |
| 0447920 | Morsztynówka | część wsi  |
| 0447936 | Nowiny       | część wsi  |
| 0447942 | Sadowa       | część wsi  |
| 0447959 | Tłoki        | część wsi  |
| 0447965 | Wiśnicz      | część wsi  |

## Historia

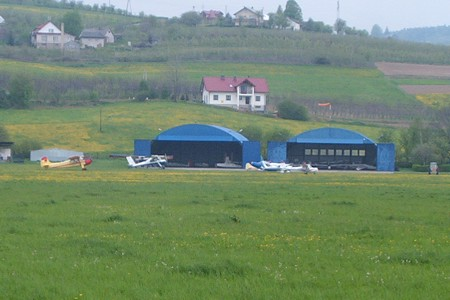
Lotnisko

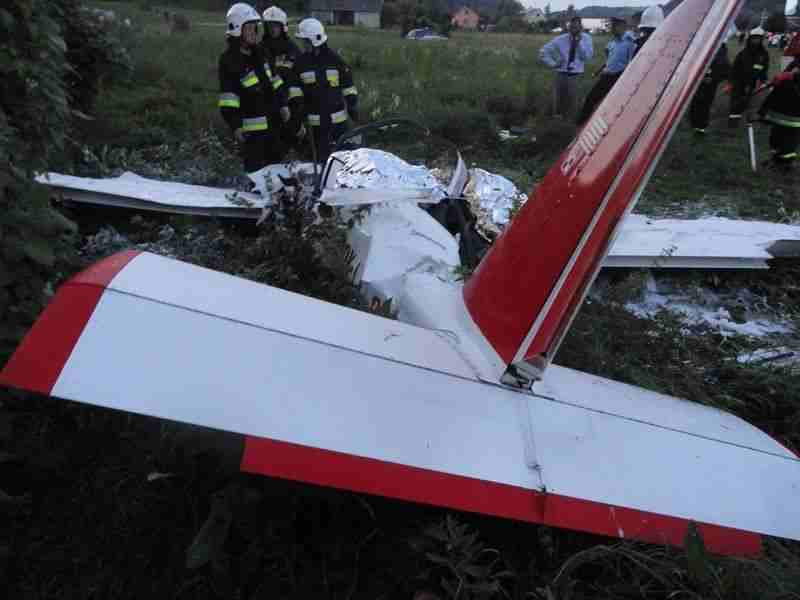
Zdjęcie z miejsca wypadku samolotu w roku 2011

Pierwotna nazwa parafii to Jakubkowice, gdyż Łososina to wieś należąca do tej parafii. Pierwsza wzmianka o niej pojawia się już w 1304 roku. W 1339 roku wieś otrzymała od królowej Jadwigi, wdowy po Władysławie Łokietku, prawa niemieckie. Jednocześnie królowa Jadwiga poleciła zbudować w Jakubkowicach kościół, uposażając go licznymi dobrami. W latach 1470–1474 Jakubkowice stanowią własność klasztoru klarysek starosądeckich.
W 1846 roku Łososinę ogarnęła Rabacja galicyjska, której przywódcą na tym terenie był żołnierz Wojciech Grzyb. Dzięki proboszczowi Franciszkowi Gabryelskiemu nie spalono kościoła, ale dwór w Łososinie i Łącznym nie uniknął rabunku.
W okresie II wojny światowej na terenie gminy Łososina działała placówka partyzantki AK „Dolina”. Wieś aż do 1945 roku była własnością kolejnych rodów szlacheckich. W 1948 roku powstała Ochotnicza straż pożarna, która obecnie jest włączoną do krajowego systemu ratowniczo-gaśniczego i posiada samochody bojowe tj.GBARt 3/16 Volvo FL260,GCBM Man oraz Isuzu
1 stycznia 1970 roku zmieniono nazwę parafii na Łososina Dolna, podczas ujednolicania nazewnictwa państwowego. Tym samym zniknęła wieś o nazwie Jakubkowice, na terenie której znajdował się tylko kościół, plebania i szkoła. W tutejszym kościele parafialnym jest zabytkowy pochodzący z XV w. obraz Matki Bożej Pocieszenia, przy którym znajdują się liczne wota. W latach 70. XX w. planowano na terenie Łososiny budowę zbiornika wodnego, a tym samym zalanie miejscowości. Jednak zaniechano tych planów. W 1997 roku przez dolinę Łososiny przeszła fala powodziowa, niszcząc wiele dróg i domów.
Na terenie Łososiny Dolnej znajduje się lotnisko sportowe Aeroklubu Podhalańskiego, będące kontynuacją przedwojennych tradycji lotniczych, kiedy na terenie góry Jodłowiec utworzono szkołę szybowcową. W 2011 roku rozbił się tu samolot ultralekki, w którym zginęły 2 osoby.

## Zabytki
Obiekt wpisany do rejestru zabytków nieruchomych województwa małopolskiego.
- Kościół parafialny pw. św. Piotra i św. Pawła – został przeniesiony do Sądeckiego Parku Etnograficznego;
- dwór[7]

## Kultura

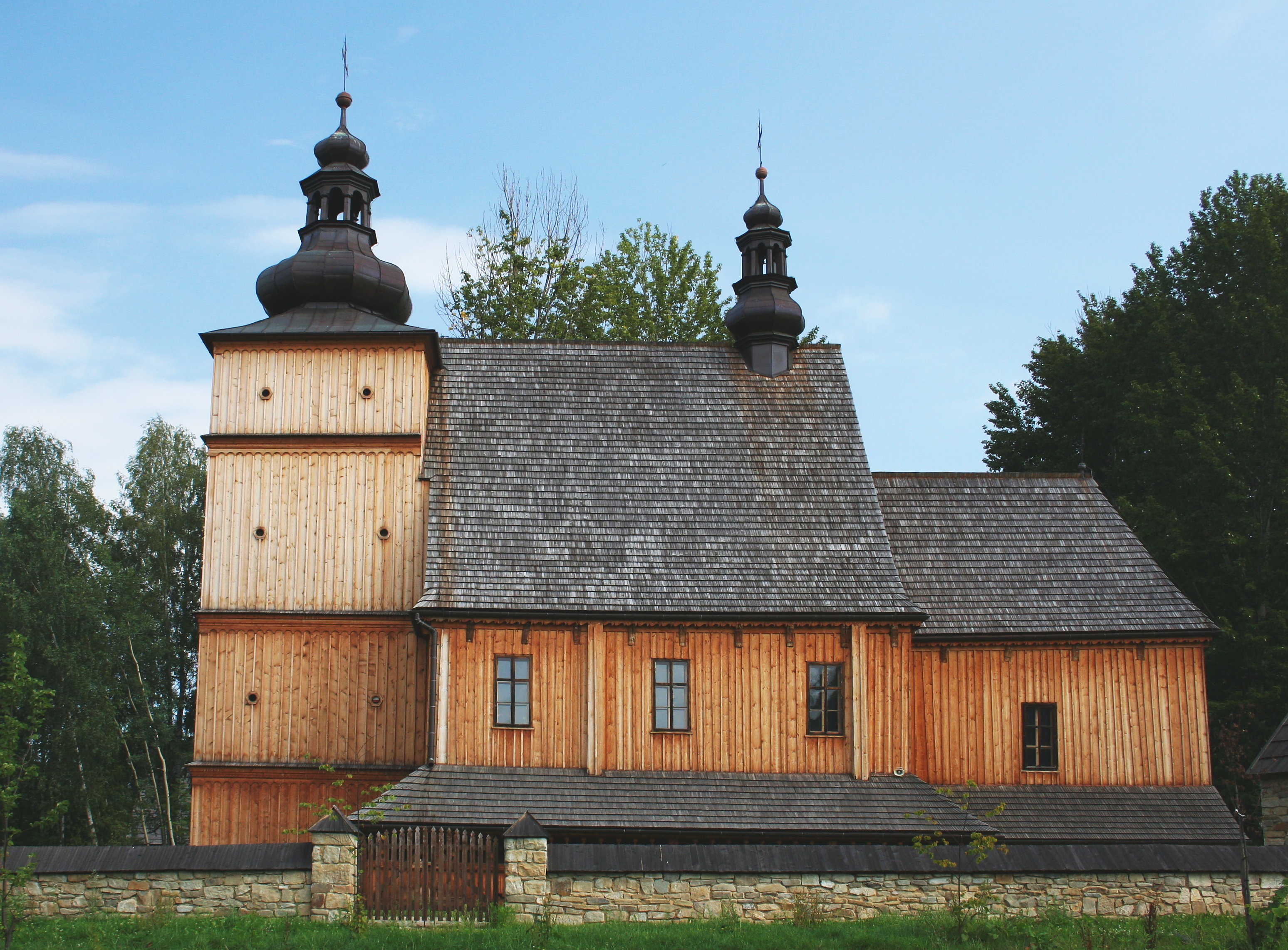
Kościół z Łososiny Dolnej, obecnie znajdujący się w Sądeckim Parku Etnograficznym

We wsi działa zespół pieśni i tańca „Jakubkowianie” oraz orkiestra parafialno–gminna.
Corocznie w maju na lotnisku Aeroklubu Podhalańskiego organizowane jest Święto Kwitnących Sadów. Jest to festyn ludowy, w trakcie którego prezentowany jest miejscowy dorobek kulturalny, tj. występy orkiestr, zespołów regionalnych, młodzieżowych oraz kół gospodyń wiejskich. W czasie trwania festynu organizowane są także wystawy z zakresu sadownictwa, kwiaciarstwa, uprawy krzewów ozdobnych, działalności twórców ludowych oraz pokazy lotnicze.

## Sport
We wsi działa Klub Sportowy „Łosoś"” (złożony w 1975), występujący w sezonie 2023/2024 w klasie okręgowej, gr. Nowy Sącz I.